# 洛伦扎纳
洛伦扎纳（義大利語：Lorenzana），原为意大利托斯卡纳大区比萨省的一个市镇。总面积19平方公里，人口1209人，人口密度63.6人/平方公里（2009年）。ISTAT代码为050018。
2014年1月1日，洛伦扎纳和克雷斯皮纳合并为新的克雷斯皮纳-洛伦扎纳市镇。

## 人口数据
原洛伦扎纳市镇的历史人口数据：